# 정말 꿈이 있다구
《정말 꿈이 있다구》(영어: True Dreams)는 1976년에 개봉한 대한민국의 영화이다.

## 캐스팅
- 임예진
- 최불암
- 전효진
- 김효원
- 이숙녀
- 전숙
- 김웅
- 조덕성
- 한태일
- 김대현
- 홍윤정
- 김기범
- 김경란
- 김미경
- 석인수
- 김철수
- 김순자
- 정명화
- 김영이
- 박재호
- 방성수
- 유영란
- 고와라
- 김경희
- 이순재 (특별출연)

## 스태프
- 원작: 요사다 겐지 (언급되지 않음)
- 기획: 김병하
- 각본: 문여송
- 촬영: 정광석
- 촬영보: 송행기
- 조명: 서병수
- 조명보: 허명희
- 음악: 윤채현
- 편집: 김창순
- 녹음: "한양녹음실" 김성찬
- 현상: 한국천연색현상소
- 협찬: 아카데미 배우학원
- 효과: 손효신
- 스칠: 서흥익
- 연출보: 오일수
- 기록: 박종명
- 제작부장: 박태섭
- 주임: 도용기
- 제작: 이우석
- 감독: 문여송